# Белечица
Белечица (рум. Bălăcița) — село у повіті Мехедінць в Румунії. Входить до складу комуни Белечица.
Село розташоване на відстані 236 км на захід від Бухареста, 46 км на південний схід від Дробета-Турну-Северина, 55 км на захід від Крайови.

## Населення
За даними перепису населення 2002 року у селі проживали 1486 осіб.
Національний склад населення села:
| Національність | Кількість осіб | Відсоток |
| -------------- | -------------- | -------- |
| румуни         | 1310           | 88,2%    |
| цигани         | 176            | 11,8%    |

Рідною мовою назвали:
| Мова      | Кількість осіб | Відсоток |
| --------- | -------------- | -------- |
| румунська | 1413           | 95,1%    |
| циганська | 73             | 4,9%     |